# 聖塞瓦斯蒂安韋韋特南戈
聖塞瓦斯蒂安韋韋特南戈（西班牙語：San Sebastián Huehuetenango），是危地馬拉的城鎮，位於該國西北部，由韋韋特南戈省負責管轄，面積108平方公里，海拔高度1,740米，2002年人口21,198，人口密度每平方公里196.28人。
15°23′N 91°35′W / 15.383°N 91.583°W